# Got the Beat
Got the Beat (hangul: 갓더비트; rr: Gatdeobiteu; estilizado como GOT the beat) é um supergrupo sul-coreano e a primeira subunidade do projeto Girls on Top. Formado pela SM Entertainment em 2022, composta pelas sete artistas femininas que já estrearam na agência: a solista BoA, Taeyeon e Hyoyeon do Girls' Generation, Seulgi e Wendy do Red Velvet, e Karina e Winter do Aespa.

## História

### Antecedentes
Todos as integrantes do Got the Beat fazem parte dos artistas da SM Entertainment. BoA era uma artista ativa desde os 13 anos, quando estreou como solista em 2000. Taeyeon e Hyoyeon estrearam como integrantes do Girls' Generation em 2007, e como integrantes da segunda subunidade do Girls' Generation Oh!GG em 2018. Taeyeon também é integrante da primeira subunidade do Girls' Generation Girls' Generation-TTS desde 2012. Taeyeon e Hyoyeon são solistas desde 2015 e 2016, respectivamente. Seulgi e Wendy estrearam como integrantes do Red Velvet em 2014. Seulgi é integrante da subunidade Red Velvet - Irene & Seulgi do Red Velvet desde 2020, enquanto Wendy e Seulgi estrearam como solistas em 2021 e 2022, respectivamente. Karina e Winter estrearam como integrantes do Aespa em 2020.

### 2021–presente: Formação, estreia com "Step Back", eStamp On It
A SM Entertainment anunciou o lançamento do grupo de projeto Girls On Top e sua primeira subunidade Got the Beat em 27 de dezembro de 2021, com Got the Beat focando em músicas e performances dançantes intensas. Em 28 de dezembro de 2021, foi anunciado que o single de estreia do grupo "Step Back" seria lançado em 3 de janeiro de 2022. A canção alcançou a posição 4 na Gaon Digital Chart e a posição 5 na Billboard World Digital Songs Chart. O grupo apresentou "Step Back" pela primeira vez na SM Town Live 2022: SMCU Express at Kwangya em 1º de janeiro, antes de fazer sua estreia oficial na transmissão do programa musical M Countdown quase um mês depois. Got the Beat venceu seu primeiro prêmio musical no Inkigayo da SBS em 30 de janeiro.
Em 29 de dezembro de 2022, foi anunciado que o primeiro EP do Got the Beat, Stamp on It, seria lançado em 16 de janeiro de 2023.

## Integrantes
- BoA (보아)
- Taeyeon (태연) – Integrante do Girls' Generation
- Hyoyeon (효연) – Integrante do Girls' Generation
- Seulgi (슬기) – Integrante do Red Velvet
- Wendy (웬디) – Integrante do Red Velvet
- Karina (카리나) – Integrante do Aespa
- Winter (윈터) – Integrante do Aespa

## Discografia

### Extended plays
| Título      | Detalhes                                                                                             | Melhores posições nas paradas | Melhores posições nas paradas | Vendas                       |
| Título      | Detalhes                                                                                             | COR                           | JAP                           | Vendas                       |
| ----------- | --- | ----------------------------- | ----------------------------- | ---------------------------- |
| Stamp on It | - Lançamento: 16 de janeiro de 2023 - Gravadora: SM - Formatos: CD, download digital, streaming, SMC | 3                             | 27                            | - : 171,335 - : 2,583 (Fís.) |

### Singles
| Título                                                                                      | Ano  | Melhores posições nas paradas | Melhores posições nas paradas | Melhores posições nas paradas | Melhores posições nas paradas | Melhores posições nas paradas | Melhores posições nas paradas | Melhores posições nas paradas | Melhores posições nas paradas | Álbum                     |
| Título                                                                                      | Ano  | COR                           | COR                           | JAP Hot                       | NZ Hot                        | SGP                           | EUA World                     | VIE Hot                       | WW                            | Álbum                     |
| Título                                                                                      | Ano  | Gaon                          | Hot                           | JAP Hot                       | NZ Hot                        | SGP                           | EUA World                     | VIE Hot                       | WW                            | Álbum                     |
| ------------------------------------------------------------------------------------------- | ---- | ----------------------------- | ----------------------------- | ----------------------------- | ----------------------------- | ----------------------------- | ----------------------------- | ----------------------------- | ----------------------------- | ------------------------- |
| "Step Back"                                                                                 | 2022 | 4                             | 9                             | 69                            | 19                            | 19                            | 5                             | 19                            | 122                           | Adicionado à nenhum álbum |
| "Stamp on It"                                                                               | 2023 | 80                            | —                             | —                             | —                             | —                             | —                             | —                             | —                             | Stamp on It               |
| "—" denota lançamentos que não entraram nas tabelas ou não foram lançados nesse território. |      |                               |                               |                               |                               |                               |                               |                               |                               |                           |

## Videografia

### Vídeos musicais
| Título        | Ano  | Diretor(es) | Ref.   |
| ------------- | ---- | ----------- | ------ |
| "Stamp on It" | 2023 | Swisher     | [ 26 ] |

### Outros vídeos
| Título                      | Ano  | Diretor(es)  | Ref.   |
| --------------------------- | ---- | ------------ | ------ |
| "'Step Back' Stage Video"   | 2022 | Lucid color  | [ 27 ] |
| "'Stamp on It' Stage Video" | 2023 | Desconhecido | [ 28 ] |

## Concertos

### Participação em concertos
- SM Town Live 2022: SMCU Express at Kwangya (2022)
- SM Town Live 2022: SMCU Express (2022)
- SM Town Live 2023: SMCU Palace at Kwangya (2023)

## Prêmios e indicações
| Cerimônia de premiação    | Ano  | Categoria                                       | Nomeado / Trabalho | Resultado | Ref.   |
| ------------------------- | ---- | ----------------------------------------------- | ------------------ | --------- | ------ |
| Circle Chart Music Awards | 2023 | Artista do Ano – Global Digital Music (Janeiro) | "Step Back"        | Indicado  | [ 29 ] |
| Golden Disc Awards        | 2023 | Bonsang Digital                                 | "Step Back"        | Indicado  | [ 30 ] |
| Seoul Music Awards        | 2023 | Prêmio Bonsang                                  | Got the Beat       | Venceu    | [ 31 ] |
| Seoul Music Awards        | 2023 | Prêmio Daesang                                  | Got the Beat       | Indicado  | [ 31 ] |
| Seoul Music Awards        | 2023 | Prêmio de Popularidade da Onda Coreana          | Got the Beat       | Indicado  | [ 32 ] |
| Seoul Music Awards        | 2023 | Prêmio de Popularidade                          | Got the Beat       | Indicado  | [ 32 ] |